# Outokumpu (Unternehmen)

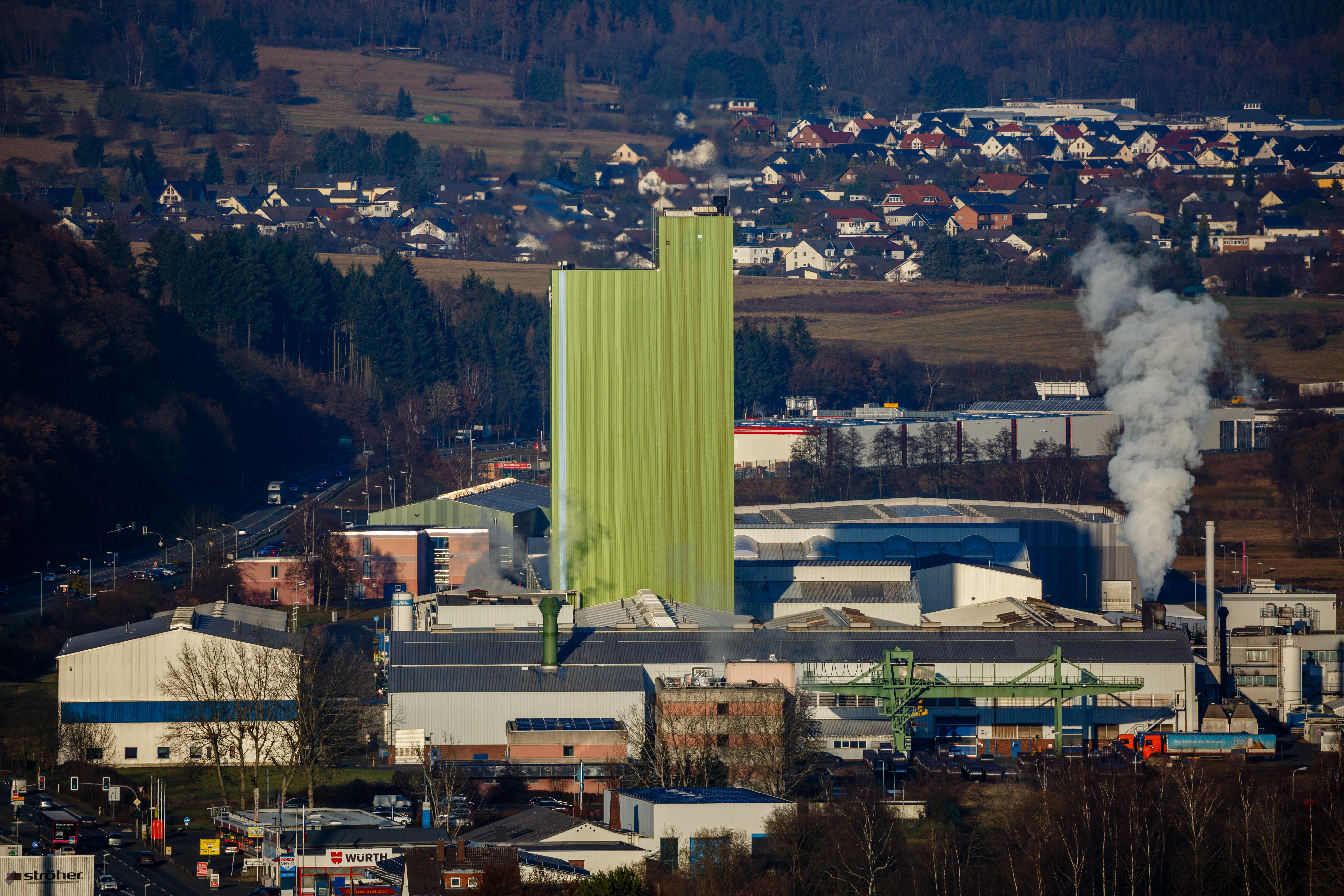
Outokumpu, Werk Dillenburg

Die Outokumpu Oyj [ˈɔu̯tɔkumpu] ist ein finnisches Werkstoffunternehmen mit Sitz in Helsinki. Seit der Übernahme der Edelstahlfabrikation von ThyssenKrupp ist das Unternehmen einer der größten Hersteller von rostfreiem Stahl weltweit. Der Deutschlandsitz ist Krefeld, weitere Standorte bestehen in Dahlerbrück, Sachsenheim, Hockenheim und Dillenburg.

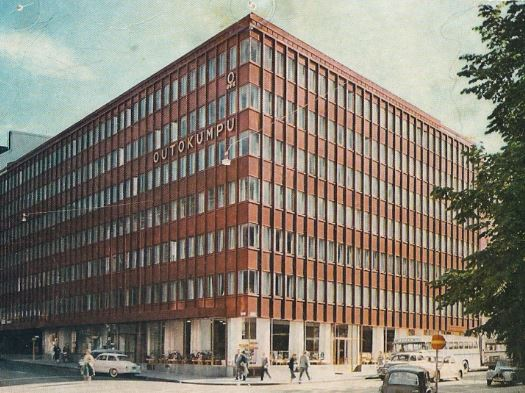
Unternehmenssitz Outokumpu (1959)

## Unternehmensprofil
Outokumpu ist auf Edelstähle und Hochleistungswerkstoffe spezialisiert. Die Prozesstechnik zum Herstellungsverfahren und in bestimmten Anlagenteilen kamen bislang von Outokumpu selbst. Sehr viele Prozesstechnik-, Detailplanungs-, Liefer-, Bau- und Montage-Verantwortlichkeiten wurden auf Unterlieferanten weiterverteilt. Outokumpu organisierte das funktionale Netzwerk und Beziehungsgeflecht.
Die Edelstahlproduktpalette umfasst Brammen, Bänder, Spulen, Bleche sowie Langprodukte wie Bolzen, Stangen, Rohre und Draht.

## Geschichte

Historisches Logo bis 2003

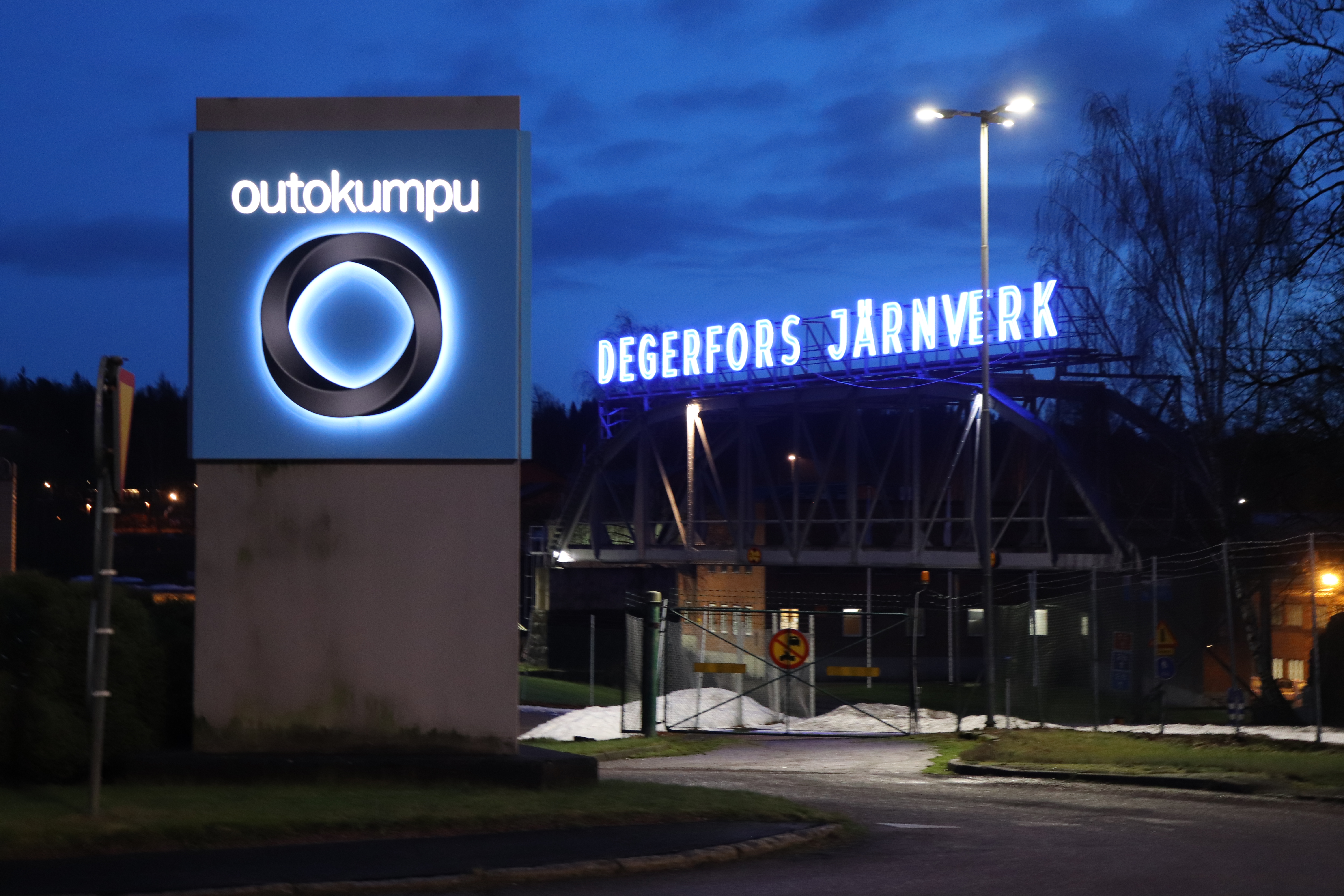
Outokumpu-Werk in Degerfors (Schweden).

Ursprünglich war Outokumpu primär ein vertikal organisiertes Kupferunternehmen mit Sitz in der Stadt Outokumpu; jedoch wurde die Konzernzentrale mittlerweile nach Espoo verlegt und die Edelstahlsparte ausgebaut. Das in Outokumpu betriebene Bergwerk wurde geschlossen, 2005 bis 2008 wurde das Kupfergeschäft verkauft. In den 1940er Jahren entwickelte Outokumpu das Schwebeschmelzverfahren zur Verhüttung von Kupfer.
Von 1986 bis 1988 beteiligte sich Outokumpu an einem Kartell für rostfreien Stahl, das 1990 aufgedeckt, aber nicht bestraft wurde. Von 1988 bis 2001 beteiligten sich Outokumpu und das schwedische Bergbauunternehmen Boliden an einem Kartell für Kupferrohre auf dem europäischen Markt.
Im Jahr 2001 expandierte das Unternehmen nach Deutschland. Im März kaufte Outokumpu den Bereich Aluminiumtechnik von Deutz mit 65 Mitarbeitern und einem Werk in Köln, im Juli folgte dann für 52 Millionen Euro das Metallurgiegeschäft der zur mg Technologies gehörenden Lurgi AG.
Im Januar 2001 fusionierte Outokumpus Stahlsparte Outokumpu Steel mit Avesta Sheffield zu AvestaPolarit, die Outokumpu schließlich im Jahr 2002 vollständig übernahm. Zu Beginn des Jahres 2004 wurde AvestaPolarit in Outokumpu Stainless umbenannt und der gesamte Markenauftritt von Outokumpu erneuert.
2005 betrug der Umsatz 5,552 Milliarden Euro, die von 10.764 Mitarbeitern erwirtschaftet wurden. Die Ertragssituation für das Jahr 2005 war jedoch nicht befriedigend; das Return on Investment lag bei nur 1,9 Prozent, die auch noch größtenteils durch Einmalerlöse erzielt wurden.
Im Oktober 2006 wurde der Anlagenbau der Outokumpu als separates Unternehmen ausgegliedert und an der Börse Helsinki unter dem Namen Outokumpu Technology gelistet. Im April 2007 wurde die Outokumpu Technology zu Outotec umbenannt.
Mit dem Kauf von ThyssenKrupps Edelstahlsparte Inoxum im Januar 2012 stieg Outokumpu zum größten Edelstahlproduzenten Europas auf, in diesem Zuge wurde auch ThyssenKrupp Nirosta, mit Zentrale in Krefeld und weiteren Werken Dahlerbrück, Dillenburg und Bochum erworben. ThyssenKrupp erhielt im Gegenzug 29,9 Prozent der Anteile an Outokumpu. Aufgrund wettbewerbsrechtlicher Bedenken seitens der EU-Kommission wurden zum 1. März 2014 die im Zuge der Inoxum-Übernahme erworbenen Geschäftseinheiten VDM und AST (Acciai Speciali Terni) sowie einige Service-Center wieder an ThyssenKrupp zurückgegeben.
Im Oktober 2015 kündigte das Unternehmen an, 55 Prozent seiner Anteile an dem chinesischen Edelstahl Joint Venture Shanghai Krupp Stainless (SKS) zwischen Outokumpu (60 Prozent) und Baosteel (40 Prozent) an den chinesischen Immobilienfonds Lujiazui International Trust Co. Ltd. zu veräußern. In einem zweiten Schritt trennte sich Outokumpu auch von den restlichen Anteilen (5 Prozent) im Februar 2016. Insgesamt verbuchte Outokumpu hierdurch einen Einmalerlös in Höhe von 389 Millionen Euro (nach Steuern und Rückzahlung von Schulden) für den gesamten Verkauf seiner 60 Prozent Anteile an SKS. Gleichzeitig wurde der Geschäftsbetrieb der SKS eingestellt und die Belegschaft freigesetzt. In Deutschland wurde das Stahlwerk in Bochum geschlossen. Rund ein Jahr später wurde auch der Standort Düsseldorf geschlossen, wobei Maschinen und Anlagen nach Krefeld verlagert wurden.
Im Jahr 2016 wurde der Unternehmenssitz nach Helsinki verlegt.
Im April 2023 verkaufte Outokumpu seine schwedische Stahlsparte an den italienischen Stahlkonzern Cogne Acciai Speciali. Im November 2023 kündigte Outokumpu an, seine Werke in Dahlerbrück und Hockenheim zu schließen und die dort ansässige Produktion in das Werk nach Dillenburg zu verlegen.